# El Arenal, Hueytlalpan
El Arenal är en ort i Mexiko.   Den ligger i kommunen Hueytlalpan och delstaten Puebla, i den sydöstra delen av landet, 170 km öster om huvudstaden Mexico City. El Arenal ligger 623 meter över havet och antalet invånare är 156.
Terrängen runt El Arenal är kuperad. Runt El Arenal är det ganska tätbefolkat, med 104 invånare per kvadratkilometer. Närmaste större samhälle är Olintla, 6,2 km nordväst om El Arenal. Omgivningarna runt El Arenal är en mosaik av jordbruksmark och naturlig växtlighet.